# Xã Lake, Quận Harvey, Kansas
Xã Lake (tiếng Anh: Lake Township) là một xã thuộc quận Harvey, tiểu bang Kansas, Hoa Kỳ. Năm 2010, dân số của xã này là 158 người.